# Gmina Aalborg (1970–2006)
Gmina Aalborg (duń. Aalborg Kommune) - istniejąca w latach 1970-2006 gmina w Danii w okręgu północnej Jutlandii (Nordjyllands Amt). Siedzibą władz gminy był Aalborg. Gmina Aalborg została utworzona 1 kwietnia 1970 na mocy reformy podziału administracyjnego Danii. Po kolejnej reformie administracyjnej w roku 2007 weszła w skład nowej gminy Aalborg.

## Dane liczbowe
- Liczba ludności: (♀ 81 028 + ♂ 82 200) = 163 228
  - wiek 0-6: 7,8%
  - wiek 7-16: 11,1%
  - wiek 17-66: 68,2%
  - wiek 67+: 12,9%
- zagęszczenie ludności: 291,5 osób/km²
- bezrobocie: 8,4% osób w wieku 17-66 lat
- cudzoziemcy z UE, Skandynawii i USA: 170 na 10 000 osób
- cudzoziemcy z krajów Trzeciego Świata: 281 na 10 000 osób
- liczba szkół podstawowych: 37 (liczba klas: 787)